# Шпиколоси (Кременецький район)
Шпи́колоси — село  в Україні, у Кременецькій міській громаді Кременецького району Тернопільської області. Розташоване в центрі району. До 2020 - адміністративний центр Шпиколосівської сільської ради.
Населення — 488 осіб (2007).

## Історія
Поблизу села виявлено археологічні пам'ятки пізнього палеоліту, бронзової доби і давньоруської культури.
Перша писемна згадка — 1514 рік.
У переліку замкових сіл та людей при Кременецькому замку (дані за люстраціями 1542, 1545, 1552 рр):-Шпиколоси (11 тяглих; 14 кінних; те ж;); 
Діяли «Просвіта» та інші товариства.
14 липня 1943 року гітлерівці спалили 22 мешканці та 240 господарств.
12 червня 2020 року, відповідно до розпорядження Кабінету Міністрів України № 724-р «Про визначення адміністративних центрів та затвердження територій територіальних громад Тернопільської області», увійшло до складу Кременецької міської громади.
19 липня 2020 року, в результаті адміністративно-територіальної реформи та ліквідації Кременецького (1940-2020) району, село увійшло до складу новоутвореного Кременецького району.

## Населення
За даними перепису населення 2001 року мовний склад населення села був таким:
| Мова       | Число ос. | Відсоток |
| ---------- | --------- | -------- |
| українська |           | 99,38    |
| російська  |           | 0,41     |
| молдовська |           | 0,21     |

## Пам'ятки
- церква Вознесіння Господнього (1997, мурована).
- пам'ятний знак односельцям, які загинули під час німецько-радянської війни (1985)
- пам'ятники:
  - односельцям, яких спалили і замучили нацисти (1965)
  - на братській могилі воїнів Червоної армії (1965)

## Соціальна сфера
Працюють: Шпиколоська гімназія Кременецької міської ради, клуб, бібліотека, ФАП, відділення зв'язку, цегельний завод (від 2019 р. не працює), 2 торгові заклади.

## Відомі люди

### Народилися
- доктор педагогічних, кандидат фізико-математичних наук Юрій Савіянович Рамський[5].

## Галерея

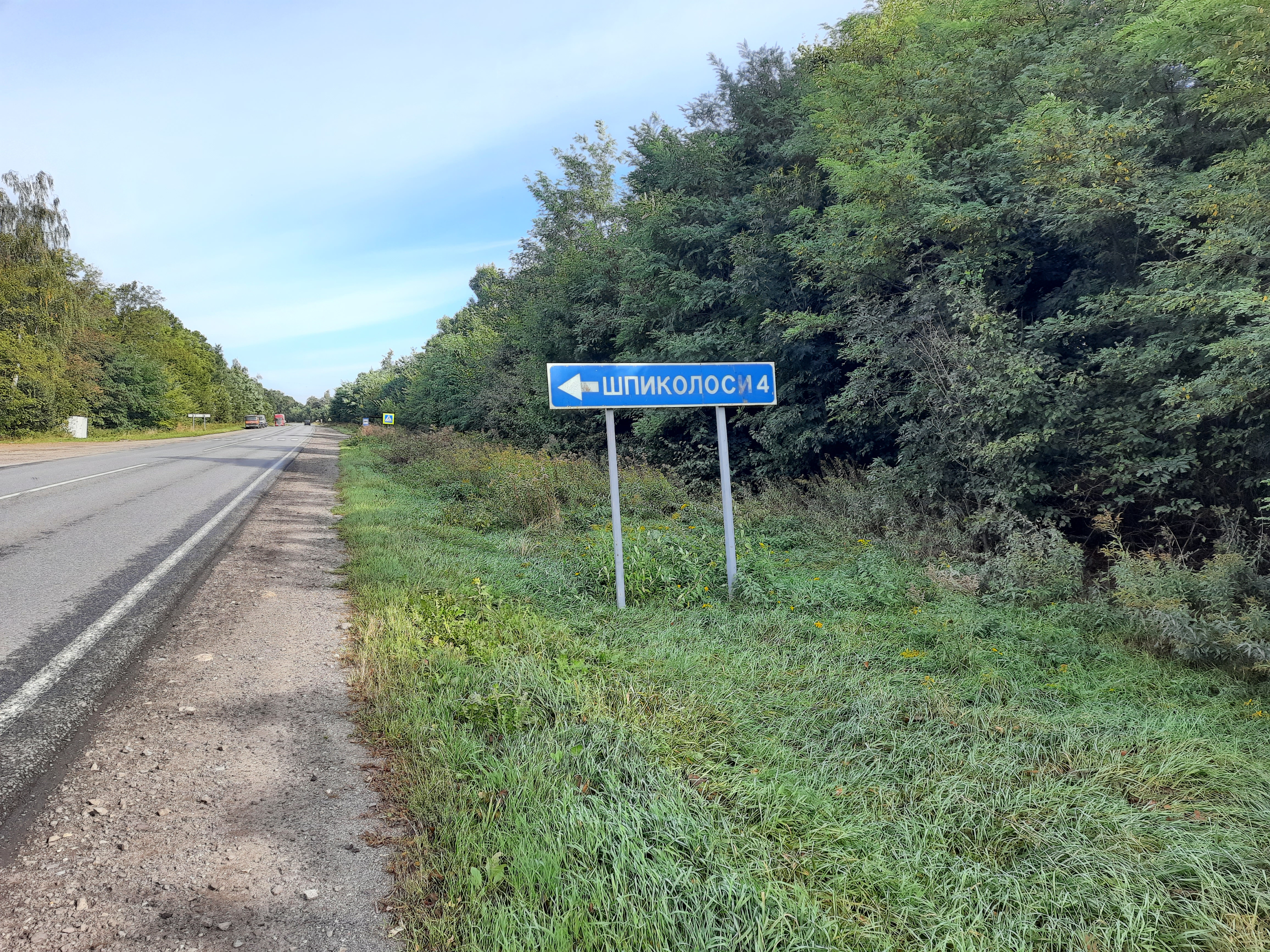
Дорожній знак при повороті на село
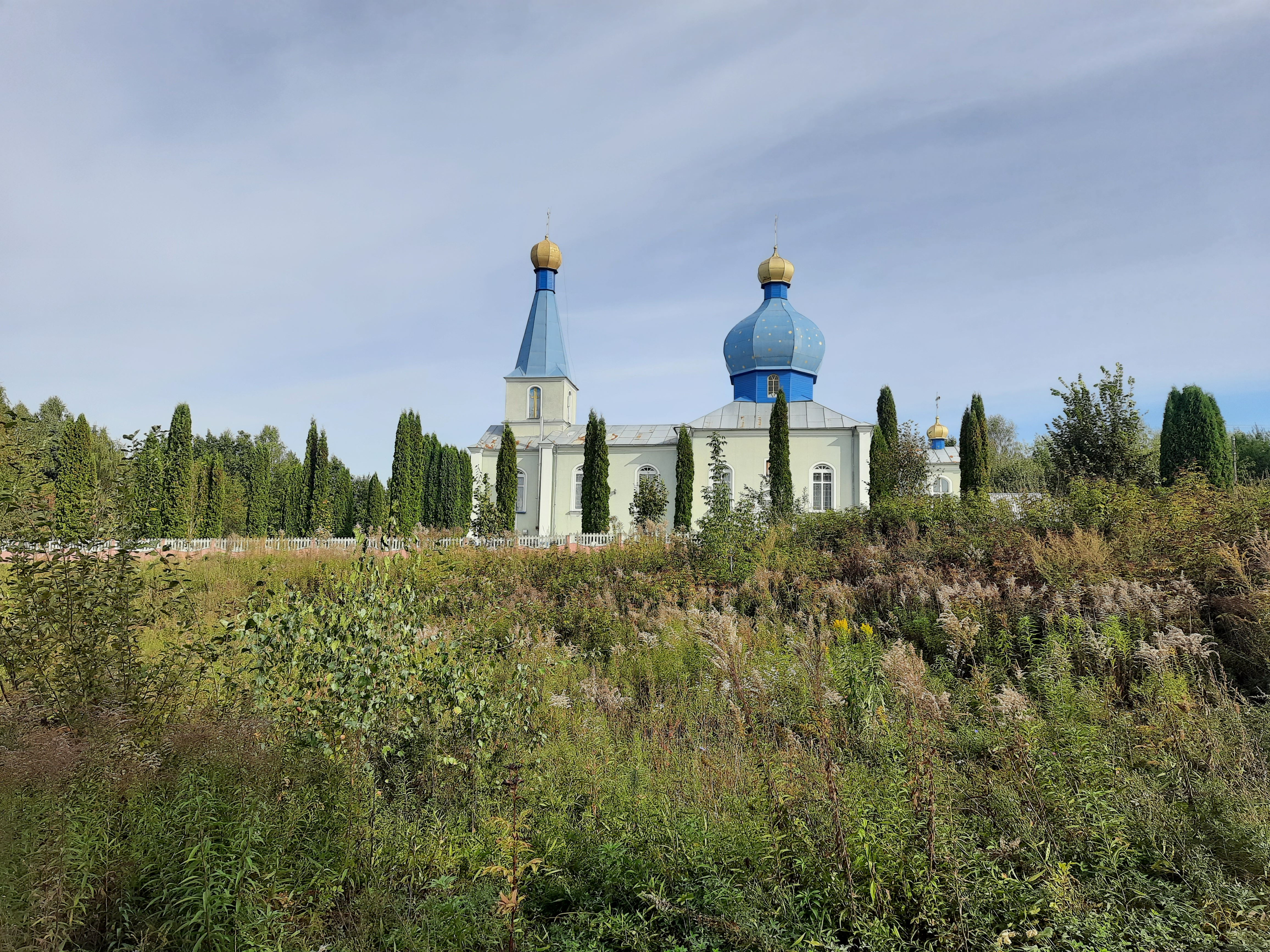
Церква Вознесіння Господнього
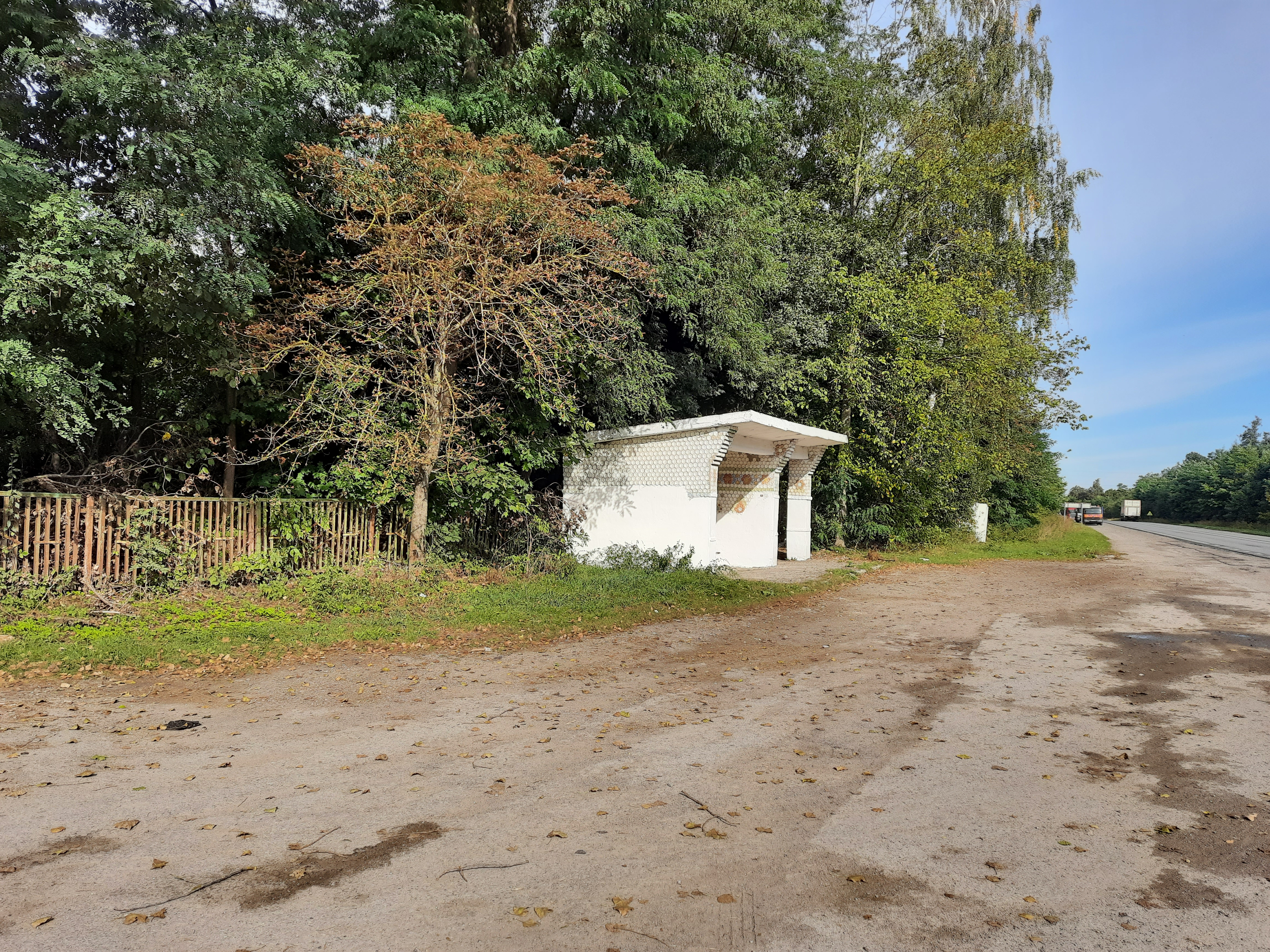
Автобусна зупинка
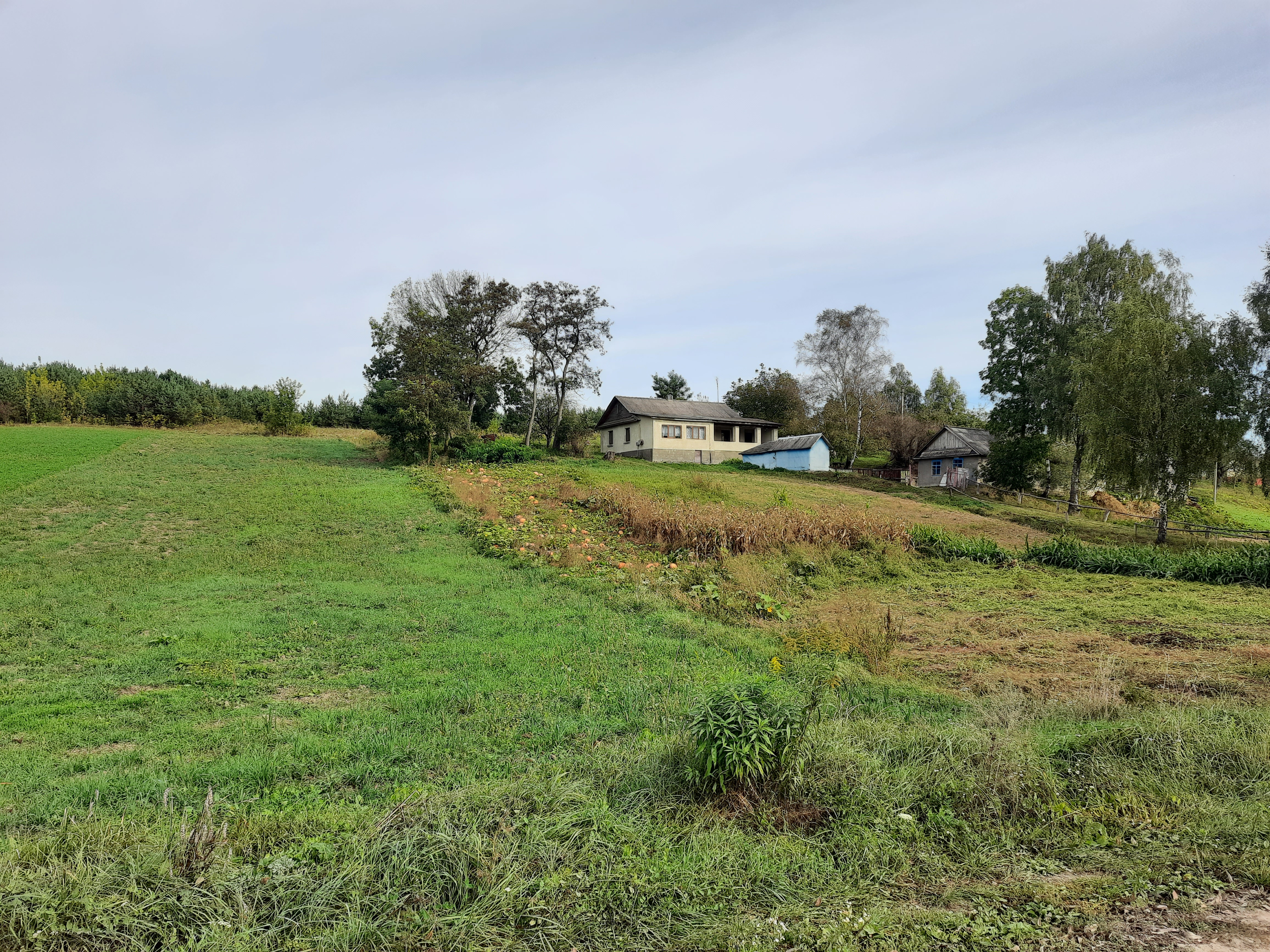
Сільський пейзаж
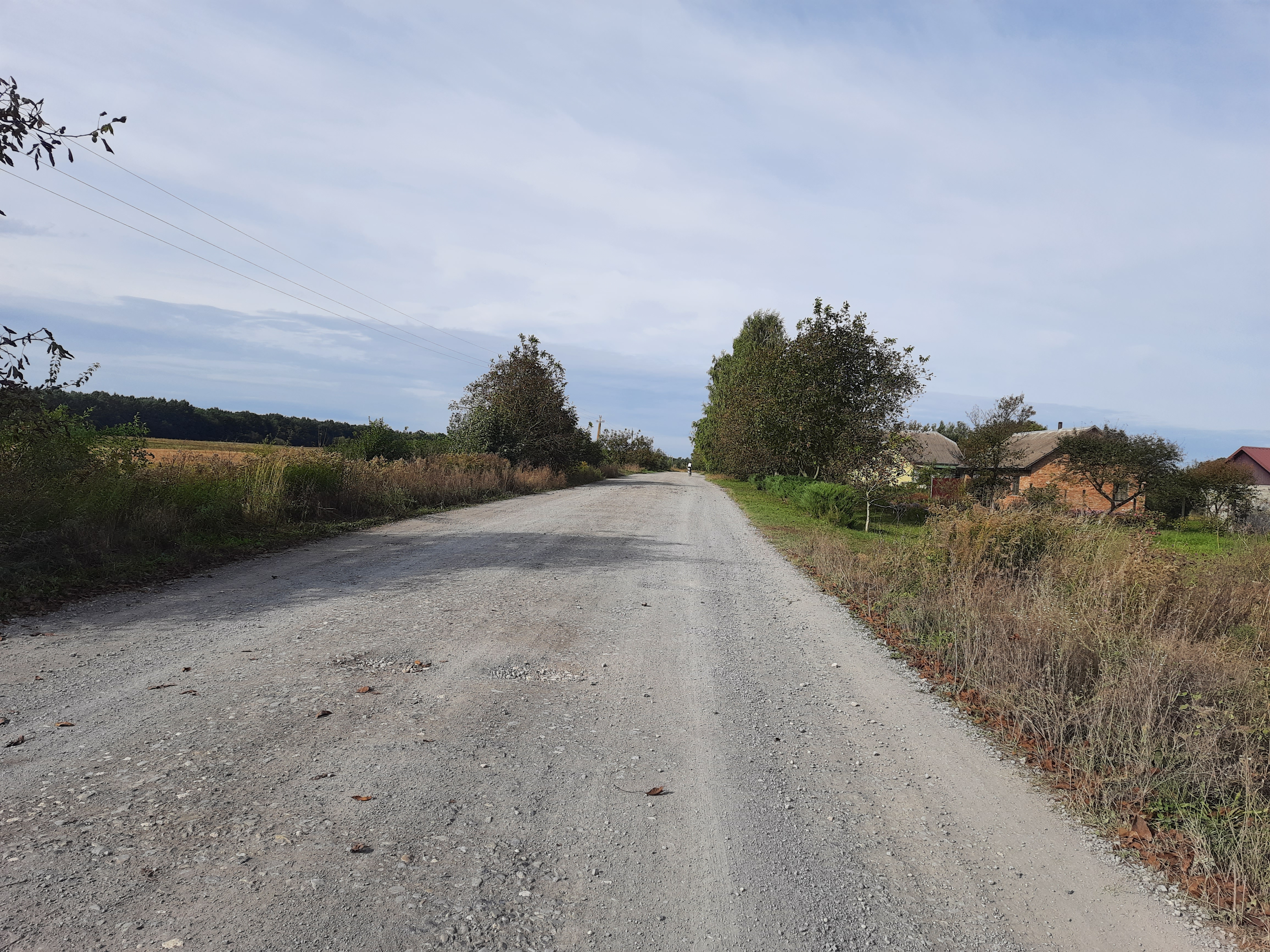
Околиця села